# Spermacoce
Spermacoce är ett släkte av måreväxter. Spermacoce ingår i familjen måreväxter.

## Dottertaxa tillSpermacoce, i alfabetisk ordning[1]
- Spermacoce abyssinica
- Spermacoce adscendens
- Spermacoce aequabilis
- Spermacoce alata
- Spermacoce amapaensis
- Spermacoce angustifolia
- Spermacoce annua
- Spermacoce aprica
- Spermacoce aquatica
- Spermacoce aretioides
- Spermacoce argentea
- Spermacoce argillacea
- Spermacoce arida
- Spermacoce aristeguietiana
- Spermacoce articularis
- Spermacoce arvensis
- Spermacoce aurantiseta
- Spermacoce auriculata
- Spermacoce azurea
- Spermacoce bahamensis
- Spermacoce bahiana
- Spermacoce baileyana
- Spermacoce bambusicola
- Spermacoce bangweolensis
- Spermacoce bequaertii
- Spermacoce berteroana
- Spermacoce bisepala
- Spermacoce bolivarensis
- Spermacoce brachyantha
- Spermacoce brachysepala
- Spermacoce brachystema
- Spermacoce brachystemonoides
- Spermacoce bradei
- Spermacoce brassii
- Spermacoce brevicilia
- Spermacoce brevidens
- Spermacoce breviflora
- Spermacoce brittonii
- Spermacoce brownii
- Spermacoce buchneri
- Spermacoce buckleyi
- Spermacoce burchellii
- Spermacoce burmanni
- Spermacoce buruensis
- Spermacoce calliantha
- Spermacoce capillaris
- Spermacoce capitata
- Spermacoce cardiophora
- Spermacoce carolinensis
- Spermacoce casmae
- Spermacoce cassuangensis
- Spermacoce cataractarum
- Spermacoce caudata
- Spermacoce chaetocephala
- Spermacoce chartensis
- Spermacoce clinopodioides
- Spermacoce confertifolia
- Spermacoce congensis
- Spermacoce congestanthera
- Spermacoce constricta
- Spermacoce crispata
- Spermacoce cristulata
- Spermacoce cupularis
- Spermacoce dasycephala
- Spermacoce debilis
- Spermacoce decipiens
- Spermacoce decurrens
- Spermacoce delicatula
- Spermacoce densiflora
- Spermacoce deserti
- Spermacoce dibrachiata
- Spermacoce dimorpha
- Spermacoce discreta
- Spermacoce dispersa
- Spermacoce divaricata
- Spermacoce diversistyla
- Spermacoce dolichosperma
- Spermacoce dussii
- Spermacoce egleri
- Spermacoce elaiosoma
- Spermacoce elliptica
- Spermacoce erectiloba
- Spermacoce erioclada
- Spermacoce erosa
- Spermacoce eryngioides
- Spermacoce erythrosepala
- Spermacoce evenia
- Spermacoce everistiana
- Spermacoce exasperata
- Spermacoce exilis
- Spermacoce fabiformis
- Spermacoce felis-insulae
- Spermacoce filifolia
- Spermacoce filiformis
- Spermacoce filituba
- Spermacoce flagelliformis
- Spermacoce fruticosa
- Spermacoce galeopsidis
- Spermacoce garuensis
- Spermacoce gibba
- Spermacoce gilliesiae
- Spermacoce glabra
- Spermacoce gracillima
- Spermacoce graniticola
- Spermacoce guimaraesensis
- Spermacoce hepperiana
- Spermacoce heteromorpha
- Spermacoce hillii
- Spermacoce hispida
- Spermacoce hockii
- Spermacoce huillensis
- Spermacoce humifusa
- Spermacoce inaguensis
- Spermacoce inaperta
- Spermacoce incognita
- Spermacoce inconspicua
- Spermacoce intricans
- Spermacoce intricata
- Spermacoce ipecacuana
- Spermacoce irwiniana
- Spermacoce ivorensis
- Spermacoce jacobsonii
- Spermacoce jaliscensis
- Spermacoce jangouxii
- Spermacoce juncta
- Spermacoce keyensis
- Spermacoce kirkii
- Spermacoce laevicaulis
- Spermacoce laevigata
- Spermacoce laevis
- Spermacoce lagunensis
- Spermacoce lagurus
- Spermacoce lamprosperma
- Spermacoce lancea
- Spermacoce lasiocarpa
- Spermacoce latifolia
- Spermacoce latimarginata
- Spermacoce latituba
- Spermacoce ledermannii
- Spermacoce leptoloba
- Spermacoce lignosa
- Spermacoce limae
- Spermacoce linearifolia
- Spermacoce linearis
- Spermacoce litoralis
- Spermacoce longiseta
- Spermacoce loretiana
- Spermacoce macrantha
- Spermacoce macrocephala
- Spermacoce malabarica
- Spermacoce malacophylla
- Spermacoce manikensis
- Spermacoce manillensis
- Spermacoce marginata
- Spermacoce martiana
- Spermacoce marticrovettiana
- Spermacoce matanzasia
- Spermacoce melochioides
- Spermacoce membranacea
- Spermacoce meyeniana
- Spermacoce microcephala
- Spermacoce milnei
- Spermacoce minutiflora
- Spermacoce mitracarpoides
- Spermacoce multibracteata
- Spermacoce multicaulis
- Spermacoce multiflora
- Spermacoce nana
- Spermacoce natalensis
- Spermacoce neesiana
- Spermacoce nelidae
- Spermacoce neohispida
- Spermacoce neoterminalis
- Spermacoce nesiotica
- Spermacoce nigricans
- Spermacoce noronhensis
- Spermacoce obscura
- Spermacoce occidentalis
- Spermacoce occultiseta
- Spermacoce octodon
- Spermacoce ocymifolia
- Spermacoce ocymoides
- Spermacoce oligantha
- Spermacoce omissa
- Spermacoce ovalifolia
- Spermacoce paganuccii
- Spermacoce palustris
- Spermacoce paolii
- Spermacoce papuana
- Spermacoce paraensis
- Spermacoce paranaensis
- Spermacoce parviceps
- Spermacoce pauciflora
- Spermacoce paulista
- Spermacoce pazensis
- Spermacoce perangusta
- Spermacoce perennis
- Spermacoce perijaensis
- Spermacoce perpusilla
- Spermacoce pessima
- Spermacoce petraea
- Spermacoce phaeosperma
- Spermacoce phalloides
- Spermacoce phyteuma
- Spermacoce phyteumoides
- Spermacoce pilifera
- Spermacoce pilulifera
- Spermacoce platyloba
- Spermacoce poaya
- Spermacoce pogostoma
- Spermacoce polygonifolia
- Spermacoce polyphylla
- Spermacoce princeae
- Spermacoce prostrata
- Spermacoce protrusa
- Spermacoce pulchristipula
- Spermacoce pumila
- Spermacoce pusilla
- Spermacoce pygmaea
- Spermacoce quadrifaria
- Spermacoce quadrisulcata
- Spermacoce radiata
- Spermacoce redacta
- Spermacoce reflexa
- Spermacoce remota
- Spermacoce resinosula
- Spermacoce reticulata
- Spermacoce retitesta
- Spermacoce rosea
- Spermacoce rosmarinifolia
- Spermacoce rotundifolia
- Spermacoce rubricaulis
- Spermacoce ruelliae
- Spermacoce runkii
- Spermacoce rupicola
- Spermacoce samfya
- Spermacoce santacruciana
- Spermacoce savannarum
- Spermacoce scaberrima
- Spermacoce scabiosoides
- Spermacoce scabrisina
- Spermacoce schlechteri
- Spermacoce schumanniana
- Spermacoce schumannii
- Spermacoce scortechinii
- Spermacoce semiamplexicaulis
- Spermacoce semierecta
- Spermacoce senensis
- Spermacoce serpyllifolia
- Spermacoce setidens
- Spermacoce sexangularis
- Spermacoce simplicicaulis
- Spermacoce sociata
- Spermacoce somalica
- Spermacoce spermacocina
- Spermacoce sphaerostigma
- Spermacoce spicata
- Spermacoce spiralis
- Spermacoce spruceana
- Spermacoce squamosa
- Spermacoce stachydea
- Spermacoce stenophylla
- Spermacoce stigmatosa
- Spermacoce stipularis
- Spermacoce strumpfioides
- Spermacoce suaveolens
- Spermacoce suberecta
- Spermacoce subvulgata
- Spermacoce sulcata
- Spermacoce suprahila
- Spermacoce taylorii
- Spermacoce tectanthera
- Spermacoce tenella
- Spermacoce tenuior
- Spermacoce tenuissima
- Spermacoce terminaliflora
- Spermacoce tetraquetra
- Spermacoce thymifolia
- Spermacoce thymoidea
- Spermacoce tocantinsiana
- Spermacoce trichosiphonia
- Spermacoce uniseta
- Spermacoce valens
- Spermacoce warmingii
- Spermacoce verticillata
- Spermacoce weygaertii
- Spermacoce viridiflora
- Spermacoce vulpina
- Spermacoce wunschmannii
- Spermacoce wurdackii
- Spermacoce xanthophylla
- Spermacoce zollingeriana